# Tito Vázquez
Modesto "Tito" Vázquez (Rabal, Galicia, España, 1 de enero de 1949) es un exjugador de tenis argentino que se desempeñó como profesional en los años 1970 y que posteriormente sirvió como entrenador de tenis y capitán del Equipo argentino de Copa Davis en 2 oportunidades.
Luego de consagrarse campeón argentino juvenil en múltiples oportunidades continuó su formación en la Universidad de California (UCLA), consiguiendo 3 títulos consecutivos de la NCAA y compartió equipo con Jimmy Connors, entre otros. Integró el equipo argentino de Copa Davis en los años 1966, 1968 y 1970 y en su paso por el profesionalismo se destaca su actuación en dobles, modalidad en la que logró 2 títulos en 4 finales disputadas. 
Tras dejar su etapa de jugador se convirtió en entrenador del paraguayo Víctor Pecci, a quien dirigió cuando este alcanzó la final del Abierto de Francia en 1979. En 1986 se convirtió en capitán del equipo argentino de Copa Davis, el primero del período post Vilas y Clerc. Allí logró el ascenso al Grupo Mundial e hizo debutar, entre otros, a Javier Frana. Antes había oficiado como capitán de los equipos de Copa Davis de Paraguay y Venezuela.
Trabajó, entre otros cargos, durante 7 años como entrenador para la LTA (Asociación de Tenis del Reino Unido) y como director de desarrollo de la AAT (Asociación Argentina de Tenis), cargo que sigue ocupando actualmente. Tras la renuncia de Alberto Mancini como capitán argentino de Copa Davis luego de la derrota argentina a manos de España en la final del año 2008, Vázquez fue elegido por la AAT como capitán por segunda vez y ha desempeñado ese cargo en los años 2009, 2010 y 2011, en los que logró respectivamente cuartos de final, semifinales y final que perdió por 3-1 ante España del Grupo Mundial.
Admite haber sido muy bohemio y ha compuesto una canción para su amigo Luis Alberto Spinetta, "2 de enero", grabada en el álbum Spinetta y los Socios del Desierto (1997).

## Títulos (2;0+2)

### Dobles (2)
| Leyenda                |
| Grand Slam (0)         |
| Tennis Masters Cup (0) |
| ATP Tour (2)           |

| N.º | Fecha | Torneo       | Superficie    | Pareja          | Oponentes en la final        |
| --- | ----- | ------------ | ------------- | --------------- | ---------------------------- |
| 1.  | 1974  | Hilversum    | Tierra batida | Guillermo Vilas | Lito Álvarez Julián Ganzábal |
| 2.  | 1976  | Buenos Aires | Tierra batida | Carlos Kirmayr  | Ricardo Cano Belus Prajoux   |

### Finalista en dobles (2)
| N.º | Fecha | Torneo    | Superficie    | Pareja         | Oponentes en la final    |
| --- | ----- | --------- | ------------- | -------------- | ------------------------ |
| 1.  | 1973  | Jackson   | Dura (i)      | Jaime Pinto    | Zan Guerry Frew McMillan |
| 2.  | 1973  | Kitzbuhel | Tierra batida | Jose Mandarino | Jim McManus Raúl Ramírez |